# Kindleben
Kindleben ist eine zur Stadt Gotha in Thüringen gehörende Kleinsiedlung. Ursprünglich ein eigenständiges Dorf, besteht die Siedlung heute nur noch aus dem ehemaligen dem Verfall preisgegebenen Gutshof und vier weiteren Wohnhäusern.

## Lage
Kindleben liegt etwa vier Kilometer nordöstlich der Stadtmitte von Gotha an der Aufgabelung der Straßen von Gotha nach Gräfentonna im Norden, Gierstädt im Nordosten und Erfurt (über Friemar) im Osten. Es befindet sich im Thüringer Becken auf einer leichten Anhöhe zwischen dem Tal des Wilden Grabens im Westen und dem Tal der Nesse im Osten.

## Geschichte
Kindleben wurde bereits 802 als Kintileba erstmals urkundlich erwähnt, womit es zu den ältesten urkundlich bekannten Orten in Thüringen zählt.
Etwa ein Drittel der etwas mehr als 63 Hufe umfassenden Dorfflur war seit dem 13. Jahrhundert im Besitz derer von Hettstedt. So werden unter anderen Friedrich von Hettstedt (1290, 1304 und 1316) und Heinrich von Hettstedt (1319 und 1329) als Verkäufer von Land in Kindleben urkundlich erwähnt. Im Rahmen von Verkäufen und Schenkungen kamen Grundbesitz sowie Zinseinkünfte des Dorfes auch an das Gothaer Augustinerkloster sowie die Klöster Reinhardsbrunn, Georgenthal und Breitungen.
1408 verkauften die Brüder Lütze (Lutz) und Fritz von Hettstedt der Stadt Gotha am Sonnabend vor Simonis und Judae Tag (d. h. am 22. Oktober) das Dorff und Gerichte zu Kindleben […] mit aller Zugehörungen im Dorffe und uf dem Felde zu Kindleben samt Zinsverpflichtungen aller dortigen Bewohner für 600 Rheinische Gulden. Die seinerzeit verkauften Besitzungen der Gebrüder von Hettstedt in Kindleben bestanden aus 20 Hufen Land sowie 11 Höfen und Hofstätten.
Für das Jahr 1447 ist das von dem Gothaer Nikolaus Geblerus (Gebler) begonnene Gerichtsbuch des Ortes belegt. 1448 wurde die Kindleber Kirche, an der ein Pleban angestellt war, von ebenjenem Nikolaus Gebler wiederhergestellt oder neu aufgebaut, wie die lateinische Inschrift einer bis heute erhaltenen sandsteinernen Tafel (die ursprünglich an der Kirchenmauer angebracht war) ausweist: Anno Domini MCCCCXLVIII fundatum est hoc opus per Dominum Nicolaum Geblerum, Vicarium in Honorem Beatae Mariae Virginis Gotheniem. (sinngemäß: 1448 wurde dieses Werk von Herrn Nikolaus Gebler, Vikar der Gothaer Marienkirche, vollbracht.)
In Folge des Bauernkrieges wurde 1524 auch die Pfarrei Kindleben verwüstet. Die Zahl der bewohnten Häuser und bewirtschafteten Höfe ging in den folgenden Jahren offensichtlich stark zurück, denn bereits 1534 ist keine Kirchgemeinde mehr belegt. Dennoch scheinen noch etliche Höfe bewohnt gewesen zu sein, denn im Gerichtsbuch werden folgende Vögte Kindlebens erwähnt: Hans Reichenbach (1551, erster Vogt), Bagoldstein (1575), Johann Petzelt (1578) und Heinrich Henning (1583). 1571 legte die Stadt Gotha fest, dass die Gerichte in Kindleben zweimal jährlich abgehalten werden sollten. Im selben Jahr verfügte die Stadt, dass die noch vorhandenen Wohngebäude und Stallungen des Dorfes in baulichem Stande erhalten werden sollten. Dazu zählte auch die Kirche, die bis 1717 erhalten wurde, da sie zur Sommerszeit der Flurschütz bewohnte. Da 1583 letztmals ein Vogt des Dorfes urkundlich erwähnt ist, wurde Kindleben wohl Ende des 16. Jahrhunderts von den letzten Bewohnern verlassen und zur Wüstung. 1773 wurde die aufgegebene Dorfstätte nurmehr als eine wüste Kirche beschrieben.
Der Ort scheint nur knapp zwei Jahrhunderte gänzlich unbewohnt gewesen zu sein, denn bereits Im Jahre 1778, einige Tage vor Ostern, wurde bekannt gemacht, daß in Kindleben zum Osterfest eine neu angelegte Wirthschaft eröffnet werde. Die Restauration avancierte vor allem bei den Gothaern zu einem beliebten Ausflugsziel und wurde beim Neubau des großen Gutshofes in der ersten Hälfte des 19. Jahrhunderts zum Gast- und Rasthaus Kindleben ausgebaut. Bekannte Gastwirte waren zu Beginn des 20. Jahrhunderts unter anderen August Lungershausen und Hermann Zülch. Nach 1945 und bis zur politischen Wende 1989 war in dem umfangreichen Gebäudekomplex ein Lehrlingswohnheim untergebracht. Seither steht der ehemalige Gutshof leer und verfällt zunehmend. Eingestürzt ist bereits der an der Straße Gotha-Friemar gelegene Mittelteil mit seinem einst markanten, turmähnlichen Dachreiter über dem Haupteingang.
Von den ursprünglichen Bauten des alten Dorfes haben sich heute nur noch die aus Feldsteinen gemauerte Ostwand der einstigen Kirche sowie Teile der Grundmauern und Gewölbe des Gotteshauses erhalten, die bei der Wiederbesiedlung in den Neubau eines Wohnhauses einbezogen wurden. Bis heute werden bei Erdarbeiten rund um die Stätte der einstigen Kirche Gebeine von den früher hier Bestatteten gefunden.

## Der Kindleber Gerichtshügel

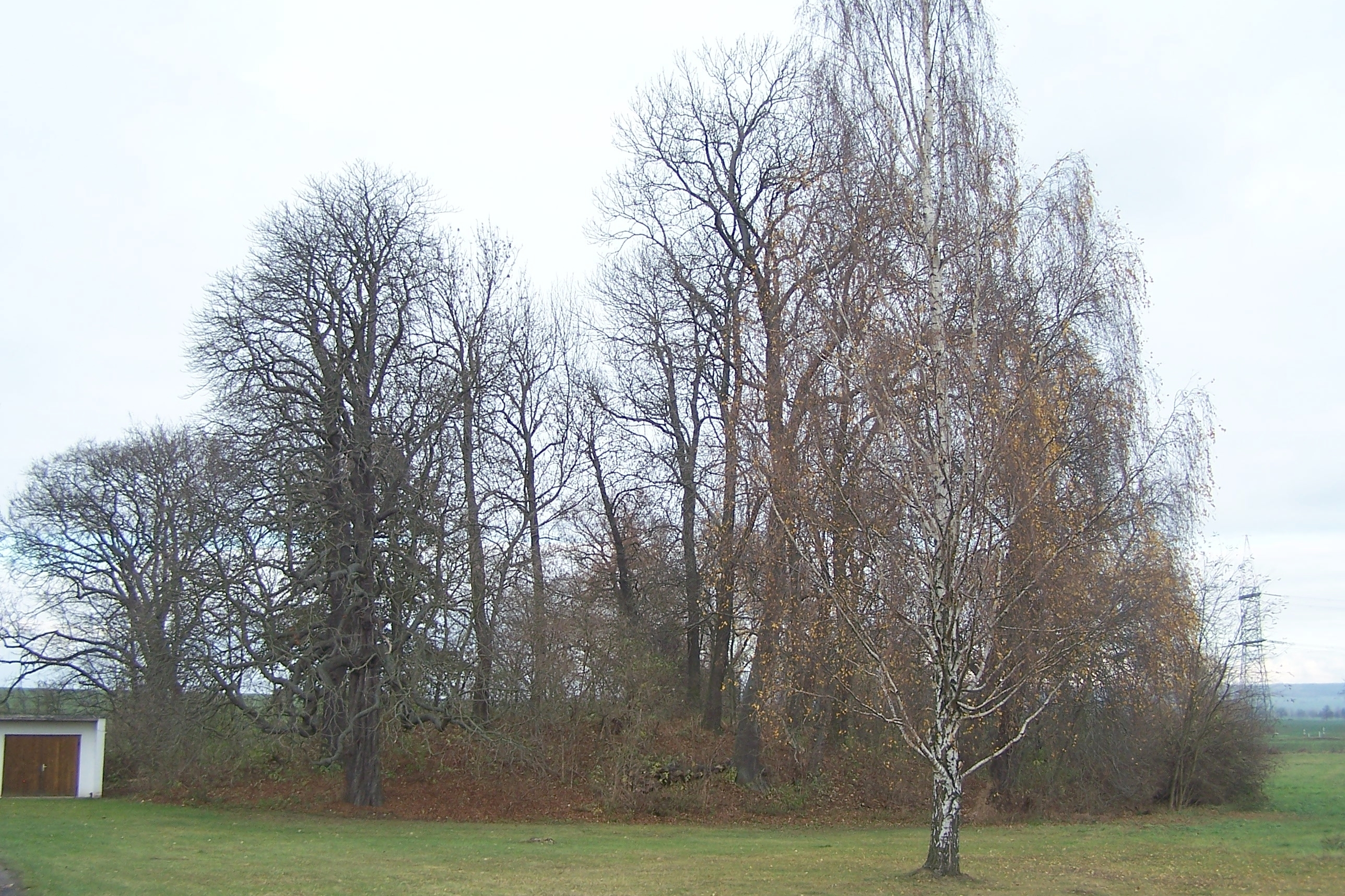
Blick von Westen auf den Kindleber Gerichtshügel

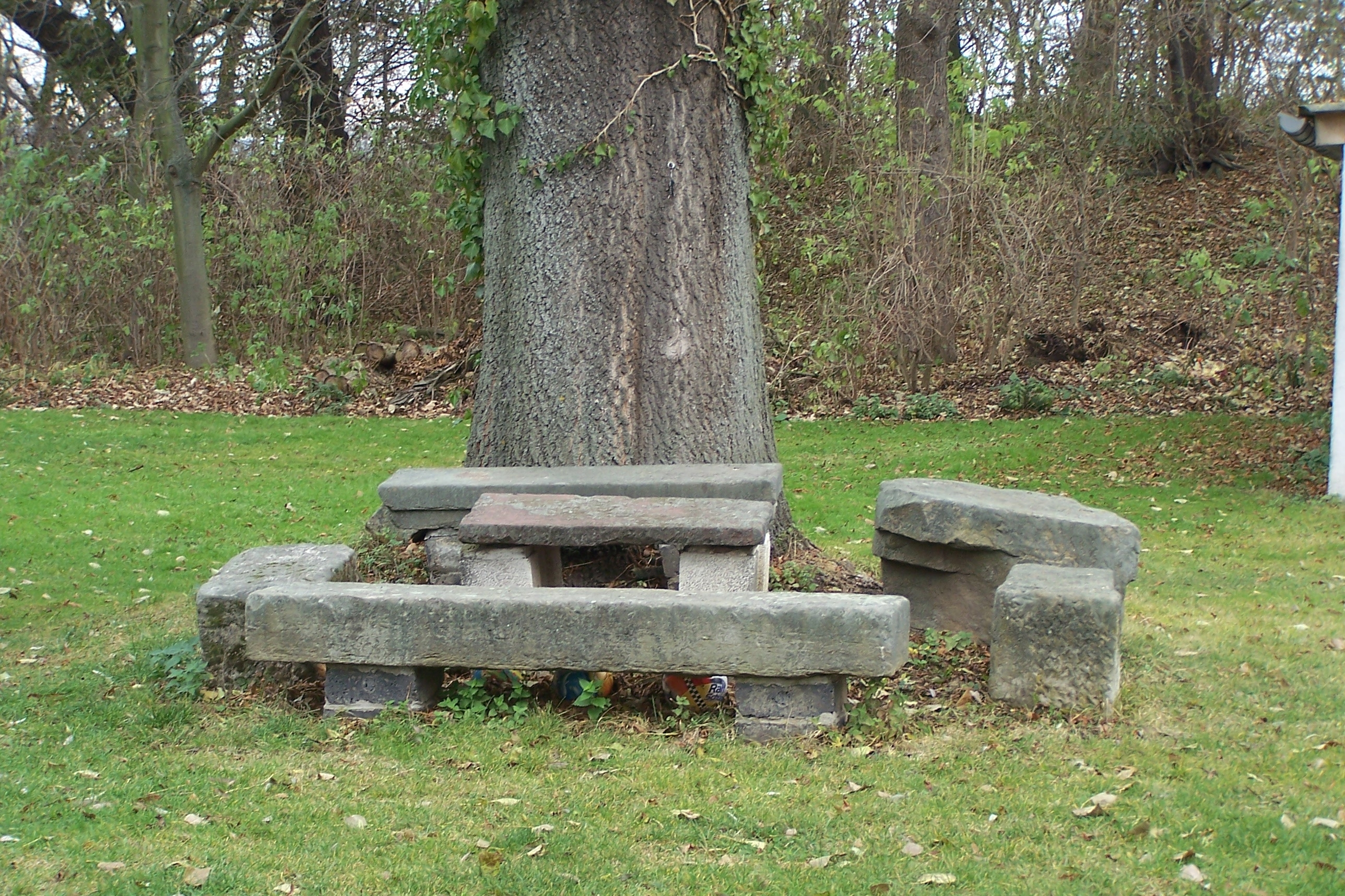
Sitzbänke aus alten Steinquadern vor dem Gerichtshügel

Eine Besonderheit des einstigen Dorfes ist der sogenannte Gerichtshügel am nordöstlichen Ortsrand, eine künstliche, kreisrunde und oben abgeplattete Aufschüttung von etwa zwei Metern Höhe und einem Durchmesser von etwa 20 Metern. Es wird vermutet, dass es sich dabei ursprünglich um ein Hügelgrab der Aunjetitzer Kultur aus der frühen Bronzezeit handelt.
Im Mittelalter soll der Hügel Standort einer Turmhügelburg gewesen sein und nach deren Verschwinden bis ins späte 16. Jahrhundert Gerichtsplatz für Kindleben und die umliegenden Orte. Bereits 1350 wird der Ort als bey den gericht erwähnt.
Bis etwa 1860 stand auf dem Hügel ein Steinkreuz mit einem darauf eingemeißelten Schwert als Zeichen der einstigen Gerichtsbarkeit des Ortes und noch bis ins frühe 20. Jahrhundert hinein war der heute von großen Bäumen bewachsene, flache Hügel im Volksmund auch als Das Gericht bekannt.
Der Nutzung als Gerichtshügel widerspricht hingegen die Darstellung Herbert Motschmanns, wonach das Gericht nicht auf dem Hügel gehalten worden sein soll, „[…] sondern auf einem Platz nördlich vom Gasthof, der mit 12 Steinen umgrenzt war“.
Der Sage nach soll sich unter dem Hügel bis heute ein Schatz befinden, welchen die Kindleber vor heranrückenden Feinden unter der einst dort stehenden Gerichtslinde vergruben.
Der Gerichtshügel befindet sich in der Gemarkung Gotha (Flur 28, Flurstücke 64, 64/9002) und ist in der Denkmalliste der Stadt als Bodendenkmal ausgewiesen.

## Sonstiges
In Gotha verweisen verschiedene Ortsbezeichnungen auf das einstige Dorf, so die heute nur noch aus wenigen Gebäuden bestehende „Kindleber Siedlung“ (der ehemalige Fliegerhorst) im Nordosten der Stadt, die Kindleber Straße, der Kindleber Weg und die Straße Am Kindleber Feld.
Literarischen Niederschlag fand der Ort u. a. in Heinrich August Ottokar Reichards Gedicht Der Hügel bei Kindleben, in dem der Autor 1773 den Ort als eine wüste Kirche ohnweit Gotha, in einer sehr schönen Gegend beschrieb. Die alte Gerichtslinde auf dem Hügel erwähnt Reichard darin als hundertjährigen Stamm.
In Kindleben entspringt der etwa zwei Kilometer lange Aalbach, der nordöstlich von Friemar in die Nesse mündet.
Erloschen ist das einst existierende Uradelsgeschlecht derer von Kindleben. 1337 wird ein Heinrich von Kindleben als Vikar des neuen Petri- und Paul-Altars der Gothaer Margarethenkirche erwähnt. Im Rahmen von Verkäufen und Schenkungen werden unter anderen urkundlich genannt: Gunther von Kyntleyben (1372, seinerzeit Burghauptmann der Grafen von Schwarzburg auf der Schwarzburg), Conrad von Kyntleybe (1379) sowie Heinrich von Kindleben (1412, seinerzeit Vikar des Eisenacher Marienstifts).
Der in Kindleben wohnende Illustrator und Fotograf Kai Kretzschmar trägt den Künstlernamen „Kai von Kindleben“.
Der bürgerliche Familienname „Kindleb“ ist heute vor allem um Eisenach, Gotha und Weimar verbreitet, weist aber nur noch wenige Namensträger auf.